# Ganaspis semiclausa
Ganaspis semiclausa är en stekelart som beskrevs av Lubomir Masner 1958. Ganaspis semiclausa ingår i släktet Ganaspis, och familjen glattsteklar. Arten är reproducerande i Sverige.